# Brachbach (Nadrenia-Palatynat)
Brachbach – miejscowość i gmina w Niemczech, w kraju związkowym Nadrenia-Palatynat, w powiecie Altenkirchen, wchodzi w skład gminy związkowej Kirchen (Sieg).